# Ibervillea hypoleuca
Ibervillea hypoleuca là một loài thực vật có hoa trong họ Cucurbitaceae. Loài này được (Standl.) C. Jeffrey mô tả khoa học đầu tiên năm 1978.